# Harkány
Het stadje Harkány (Duits: Harkan) ligt in Zuid-Hongarije in het comitaat Baranya. Het ligt aan de voet van het Villánygebergte op 26 km ten zuiden van Pécs en op ong. 10 km van de grens met Kroatië.
Harkány is sinds 1999 officieel stad. Het is vooral bekend als kuuroord. Toen hier 160 jaar geleden de genezende werking van het water werd ontdekt, legde men een bad met een ziekenhuis voor reumapatiënten aan.